# Yevgueni Miller
Yevgueni-Lúdvig Kárlovich Miller (en ruso: Евгений Карлович Миллер; Daugavpils, Letonia, 25 de septiembre de 1867-Moscú, 11 de mayo de 1939) fue un general ruso y uno de los líderes del antibolchevique Ejército Blanco durante la Guerra Civil Rusa.

## Biografía
Miller era un oficial de carrera nacido en el seno de una familia de la nobleza germana del Báltico en Dinaburgo (ahora Daugavpils, Letonia). Después de su graduación en la Escuela del Estado Mayor sirvió en la Guardia Imperial Rusa. Entre 1898 y 1907, fue agregado militar ruso en varias capitales europeas como Roma, La Haya y Bruselas. Durante la Primera Guerra Mundial encabezó el distrito militar de Moscú y el 5.º Ejército Ruso, y fue promovido al rango de teniente general.

### Guerra Civil
Después de la Revolución de Febrero de 1917, el general Miller se opuso a la «democratización» del Ejército ruso y fue arrestado por sus propios soldados tras ordenar que se sacaran los brazaletes rojos. 
Tras la Revolución de Octubre, Miller huyó a Arcángel y se declaró a sí mismo gobernador general del Norte de Rusia. En mayo de 1919, el almirante Kolchak lo eligió para estar al cargo del Ejército Blanco en la región. La Entente —principalmente fuerzas británicas— apoyó a su ejército antibolchevique en Arcángel, Múrmansk y Olonets. Sin embargo, tras un avance infructuoso contra el Ejército Rojo a lo largo del río Dviná Septentrional en verano de 1919, las fuerzas británicas se retiraron de la región y los hombres de Miller se enfrentaron al enemigo solos.

### Exilio y secuestro

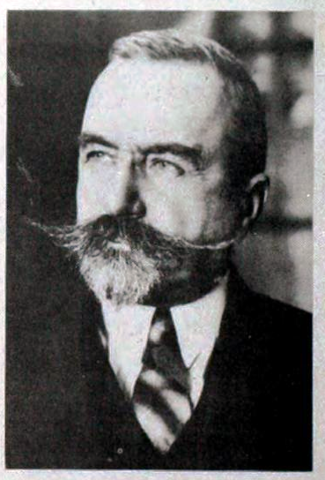
El general Yevgueni Miller en la década de 1930.

En febrero de 1920, el general Miller fue evacuado de Arcángel por Noruega. Más tarde, se trasladó a Francia y conjuntamente con el gran duque Nicolás y Piotr Wrangel continuó el activismo antisoviético. Entre 1930 y 1937, Miller fue director de la Unión Militar Rusa (ROVS).
El 22 de septiembre de 1937, el informante del NKVD y jefe de espionaje de la Unión Militar Rusa Nikolái Skoblín llevó al general Miller a una casa segura en París, donde debía encontrarse con dos agentes alemanes de la Abwehr. Estos agentes no eran quienes parecían ser. Eran de hecho funcionarios soviéticos del NKVD disfrazados de alemanes. Drogaron a Miller, lo colocaron en un baúl y lo subieron a bordo de un barco soviético en Le Havre. Sin embargo, Miller dejó escrita tras de sí una nota para ser abierta por si no volvía del encuentro en París. En ella Miller detallaba sus sospechas sobre Skoblín.
La policía francesa lanzó una operación de búsqueda a gran escala, pero Skoblín huyó a la embajada soviética en París y finalmente huyó de incógnito a Barcelona, donde la Segunda República Española rechazó extraditarlo a Francia.
Sin embargo, la esposa de Skoblín, Nadezhda Plevítskaya, fue arrestada, juzgada y sentenciada por un tribunal francés a 20 años de prisión.
El NKVD con éxito trasladó al general Miller a Moscú, donde fue torturado y fusilado sumariamente diecinueve meses después el 11 de mayo de 1939. Según el general del NKVD Pável Sudoplátov: «Su secuestro fue una causa célebre. Eliminándolo se quebrantó su organización de oficiales zaristas y previno efectivamente su colaboración con los alemanes contra nosotros».
Copias de cartas escritas por Miller mientras estuvo encarcelado en Moscú se encuentran entre los papeles de Dmitri Volkogónov en la Biblioteca del Congreso de Estados Unidos.

## En la cultura popular
El secuestro fue objeto de un libro escrito por Anatoli Rybakov, El miedo («Страх»). También fue la base de la película cinematográfica francesa Triple Agente (2004), dirigida por Éric Rohmer.
Además, el secuestro de Miller también es sugerido en la premiada película Quemado por el sol de Nikita Mijalkov. El protagonista de la película es Dmitri Arséntiev "Mitya" (Oleg Ménshikov), un antiguo oficial blanco convertido en agente del NKVD. Haciéndose pasar por un pianista en París, Mitya se describe por entregar ocho generales blancos al NKVD. Todos ellos fueron secuestrados, devueltos a Moscú, y fusilados sin juicio. Uno de los generales recibe el nombre de «Weiner».